# 箕面川
箕面川（みのおがわ）は、大阪府箕面市及び池田市を流れる淀川水系の河川で、一級河川。
箕面山中で落差33メートルの箕面滝を形成しており、観光地としても有名。

## 地理
北摂山系の石堂ヶ岡（大阪府豊能郡豊能町高山）に源を発する。箕面川ダムを経て、日本の滝百選にも選ばれる箕面滝をふくむ箕面公園内を通り、箕面市を南西に流れる。瀬川付近で石澄川と合流し、池田市石橋付近を通り、兵庫県伊丹市に入って大阪国際空港のすぐ北をかすめ、猪名川に合流する。下流部は渇水していることが多い。
箕面市内では、住宅街中にも拘らず初夏にゲンジボタルの飛び交う姿が見られるほどの清流であり、箕面市や池田市の周辺には高級住宅街が形成されているところもある。アユなどの清流魚も確認されている。鯉、フナ、ナマズ、ウグイ、オイカワなども生息している。

## 歴史
- 1920年(大正9年)〜1924年(大正13年) 箕面滝周辺に箕面公園が整備され、氾濫対策が行われる。
- 1935年（昭和10年）
  - 6月29日 - 集中豪雨により多数の橋梁が流失。
  - 8月10日 - 同年6月の集中豪雨で流出して復旧中の橋梁が5カ所で流失[1]。
- 2010年(平成22年) 箕面川床を社会実験として設置[2]

## 流域の自治体
大阪府
豊能郡豊能町、箕面市、池田市
兵庫県
伊丹市

## 橋梁
- 戻岩箸 - 箕面公園内
- 一の橋 - 箕面公園内
- 徳尾橋
- 箕面橋 - 府道9号
- 西小路高橋
- 中央橋
- 桜高橋
- 桜低橋
- 田村橋 - 田村橋筋
- 紅葉橋 - 紅葉橋筋
- 阿比太橋
- 善太川原橋
- 瀬川大橋
- 瀬川宮橋
- 第一荘園橋
- 今井橋
- 車瀬橋(歩行者専用の橋で、車は通行できない)
- 池田高架橋 - 国道171号線
- 箕面川橋 - 国道176号線
- 阪急宝塚本線
- 箕面川橋(赤い橋) - 石橋商店街
- 天神橋
- 天神小橋
- 天神大橋
- 箕面川大橋
- 豊島橋
- 神田高架橋 - 中国自動車道・国道176号線
- 箕面川小橋
- 新開橋 - 国道171号線
- 箕面川歩道橋(人道橋)
- 下河原上橋
- 下河原中橋
- 箕面川橋

## 流域の観光地
- 箕面滝
- 明治の森箕面国定公園
- 箕面温泉
- 野口英世像

## 主な支流
- 石澄川
- 茶長阪川
- 小川
- 江原川